# Ugo Massocco
Ugo Massocco, né le 14 avril 1928 à Alexandrie (Piémont) et mort le 29 mai 1991 à Asti (Piémont), est un coureur cycliste italien, professionnel de 1951 à 1961.

## Palmarès

### Palmarès amateur
- 1949
  - Milan-Tortone
  - Gran Coppa Vallestrona
- 1950
  - Trophée Andrea Brezzi

### Palmarès professionnel
- 1954
  - Classement général du Tour de Sicile
  - 9e étape du Tour du Maroc
- 1955
  - Tour des Alpes Apuanes
- 1956
  - 10e du Tour de Suisse
- 1960
  - 3e du Grand Prix le Locle

## Résultats sur les grands tours

### Tour d'Italie
8 participations
- 1952 : 87e
- 1954 : 48e
- 1956 : abandon
- 1957 : 71e
- 1958 : 59e
- 1959 : abandon
- 1960 : 78e
- 1961 : abandon